# Tabaco de narguile

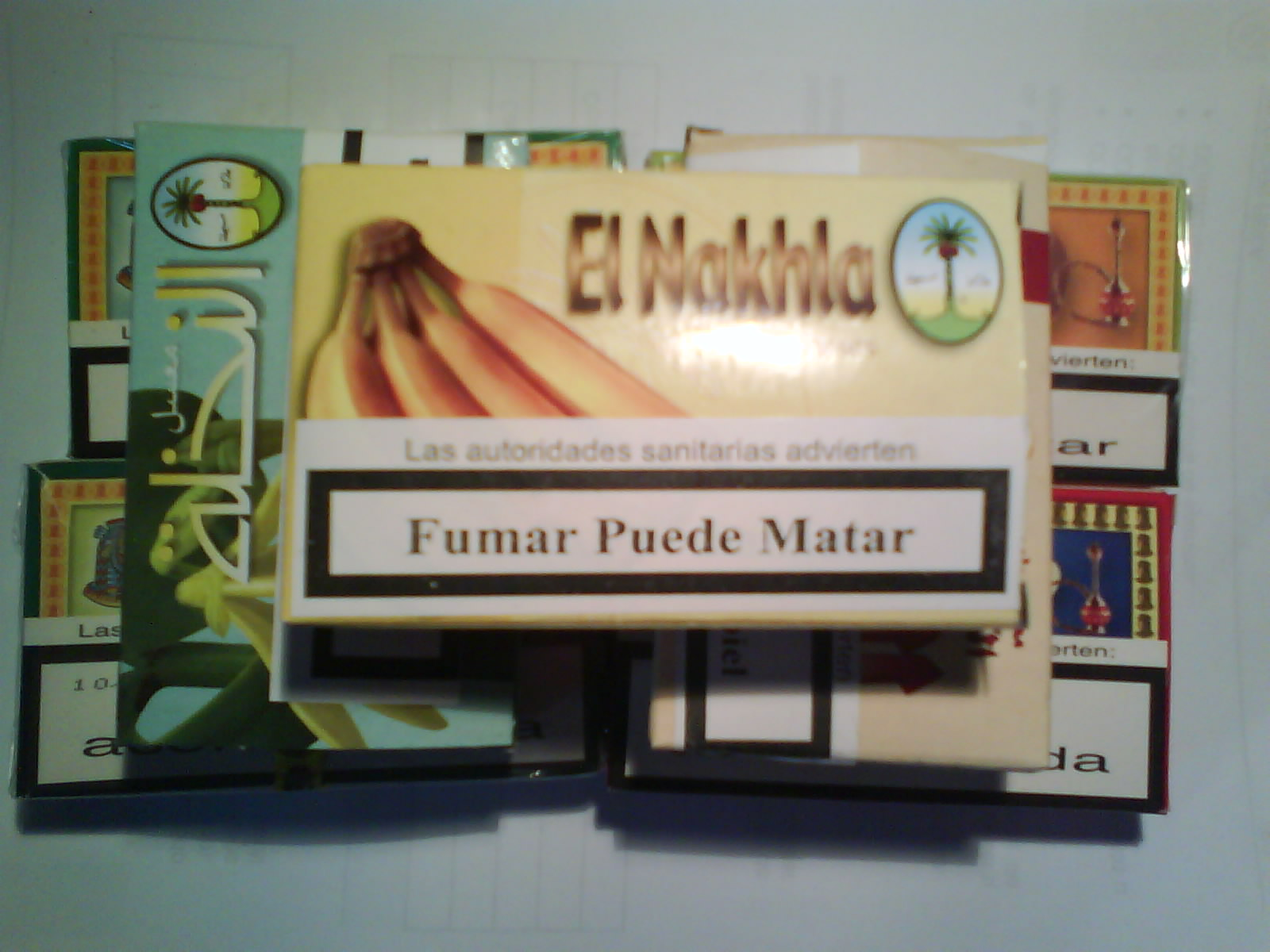
Una muestra de tabaco para narguile de diferentes sabores, el superior es sabor a plátano.

El tabaco de narguile, también llamado shisha es un tipo de tabaco especial para fumar en narguile. Este tabaco no tiene nada que ver con el de los cigarrillos, puros o picadura para liar, ya que se compone de hojas de tabaco bastante finas lavadas muchas veces y mezcladas con miel o similares además de los aditivos para conseguir que tengan algún sabor.

## Marcas

### Cleopatra
Es un tabaco perteneciente a la compañía Eastern Tobacco Company. Disponen de una gran variedad de sabores que se pueden adquirir a 50 o 250 gramos, entre ellos podemos encontrar cereza, coco, uva, mango, menta o naranja.

### Wazir
Perteneciente al grupo Italian Blends, Wazir es una marca creada para dar respuesta a la gran demanda del público europeo. Sacan al mercado un tabaco llamado Wazir - Extra Fine Tobacco de 50 gramos disponible en sabores como uva, dos manzanas y fresa.